# 樱空桃
樱空桃（日语：／ Sakura Momo */?，1996年12月3日—）是日本AV女优、原寫真偶像，所屬經紀公司為T-POWERS。

## 國外活動
- AVEVENT 2023 櫻空桃X新有菜 粉絲見面會 台灣 2023-04-13 14:30 ~ 16:30
- AV+ AWARDS 年度風雲女優大賞 台灣 2023-08-02 09:00 ~ 18:00
- 2023TRE台北國際成人展  台灣 2023-08-04 00:00 ~ 2023-08-06 23:59
- Sixtoy 櫻之家主題粉絲見面會 香港2024-07-06 14:00-17:00
- Sixtoy 線下粉絲見面會 香港 2024-07-07 13:00-15:30
- 2024TRE台北國際成人展  台灣 2024-08-09 00:00 ~ 2024-08-11 23:59
- 2025TRE台北國際成人展  台灣 2025-08-08 00:00 ~ 2023-08-10 23:59